# Justin Hammer
Justin Hammer est un personnage de fiction appartenant à l'univers de Marvel Comics. Il apparaît pour la première fois dans Iron Man vol. 1 no 120 de mars 1979.

## Biographie du personnage
Justin Hammer est né dans le Surrey en Angleterre, mais est un résident de Monaco.
Justin Hammer était à la tête d'une puissante firme industrielle, concurrente de Stark International. Son entreprise était à la pointe de la R&D en armement.
Inventeur de talent, il développa pour sa firme un transmetteur hypersonique pour pirater l'armure du Vengeur Doré et assassiner un diplomate. Iron Man prouva son innocence et se fit d'Hammer un ennemi juré.
Visant à éliminer le représentant de la technologie Stark, Hammer consacra une partie de sa fortune à essayer de vaincre Iron Man, par divers moyens : sabotage, enlèvement...
Avec son argent, et son inventivité, il a équipé les super-vilains suivants : Blacklash, Blizzard, Melter, Man-Killer, le Porc-épic, le Scarabée, Constrictor, Spymaster ou encore Blue Streak...
Durant le story-arc Armor Wars, Justin Hammer embaucha le Spymaster pour voler les plans des armures d'Iron Man, et les revendit à des super-criminels comme le Mauler, la Dynamo Pourpre et l'Homme de Titanium.
Il envoya plus tard le Rhino faire évader Blizzard de prison. Il envoya ensuite son équipe B (Blacklash, Blizzard, et Boomerang) affronter le Fantôme et Iron Man.
Justin Hammer construisit une nouvelle queue au Scorpion, mais ce dernier lui faussa compagnie, refusant de travailler pour lui.
Plus tard, il donna au Rhino un nouveau costume. Le Rhino fit alors équipe avec Boomerang pour battre Cardiac.
Découvrant qu'il était atteint d'un cancer fatal, il se résolut à tuer Iron Man avant de mourir. Dans un plan kamikaze, il enleva le Vengeur sur sa station spatiale. Là, dans le combat, il fut congelé dans un bloc de glace et jeté dans l'espace.
Justin est le père de Justine Hammer (Crimson Cowl), qui dirigea une incarnation des Maîtres du mal contre les Thunderbolts.

## Capacités
Sa fortune et son talent d'inventeur lui ont permis de mettre au point des armes et des armures hi-tech.

## Apparitions dans d'autres médias

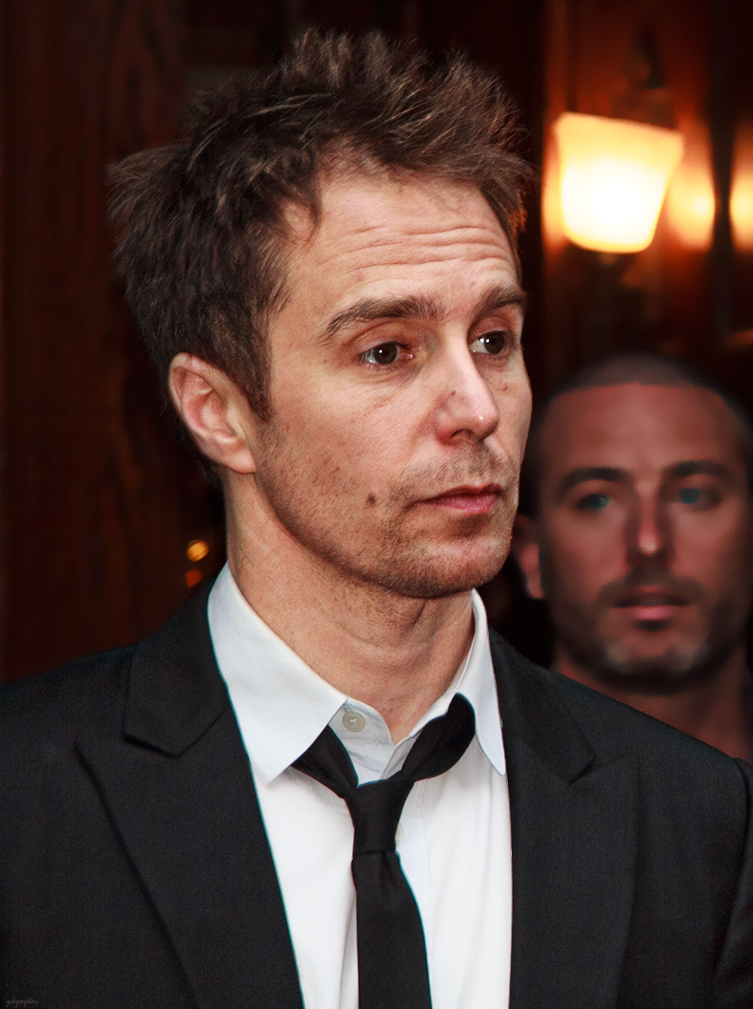
Sam Rockwell incarne Justin Hammer dans Iron Man 2 (2010)

Sauf indication contraire, les informations mentionnées dans cette section peuvent être confirmées par la base de données cinématographiques IMDb,  présente dans la section « Liens externes ».

### Films
Interprété par Sam Rockwell dans l'univers cinématographique Marvel
- 2010 : Iron Man 2 réalisé par Jon Favreau – Justin Hammer convoque Tony Stark au tribunal pour dénoncer l'immaturité du porteur de l'armure et que celle-ci peut être utilisée par les soldats américains. Jaloux lui aussi de Stark et de ses inventions, Hammer va trouver en Ivan Vanko après son attaque à Monte-Carlo un génie qui pourra rivaliser avec Stark. Il lui donne les ressources nécessaires pour construire des armures pour l'armée américaine. D'après Stark, Hammer est réputé pour fabriquer des armes de faibles qualités et moins performantes.
- 2013 (court-métrage) : Marvel One Shot: All Hail the King.

### Télévision
- 2009 : Iron Man : Armored Adventures (série d'animation)
- 2013 : Avengers Rassemblement (série d'animation)
- 2016 : Luke Cage (série télévisée) - Dans la saison 1, il est parfois fait référence à Justin Hammer ou à Hammer Industries (ex : les armes vendues par Cornell Cottonmouth dans le premier épisode).